# Gronovia scandens
Gronovia scandens là một loài thực vật có hoa trong họ Loasaceae. Loài này được L. mô tả khoa học đầu tiên năm 1753.